# Paul Peter Robinson
|  | Aquest article tracta sobre el futbolista Paul Peter Robinson. Si cerqueu el futbolista Paul William Robinson, vegeu «Paul Robinson». |

Paul Peter Robinson (Watford, 14 de desembre de 1978) és futbolista anglès. Actualment juga amb el Bolton Wanderers, havent començat la seva carrera al Watford FC. Normalment juga de lateral esquerre, però també pot jugar de central.